# 保姆莱尼
保姆莱尼，是匈牙利包尔绍德-奥包乌伊-曾普伦州所辖的一个村。总面积12.43平方公里，总人口53，人口密度4.3人/平方公里（2011年1月1日）。